# Marmorierte Bohnenmuschel
Die Marmorierte Bohnenmuschel (Musculus subpictus, Syn.: Modiolarca subpicta, Modiolarca marmorata, Modiolarca tumida) ist eine Muschel-Art aus der Familie der Miesmuscheln (Mytilidae). Sie lebt meist epizoisch auf Seescheiden.

## Merkmale
Das aufgeblähte, stark konvex gewölbte Gehäuse der Marmorierten Bohnenmuschel wird bis 22 Millimeter lang. Es ist länglich-eiförmig, am Vorderende etwas abgestutzt am Hinterende schmal zulaufend. Der Dorsalrand ist stark gebogen, der Ventralrand dagegen nur schwach konvex gebogen. Der hohe gerundete Wirbel sitzt fast am Vorderende. Das Gehäuse ist in drei Felder geteilt, ein vorderes Feld mit 15 bis 18 Radialrippen, ein mittleres Feld mit feinen radialen Streifen und ein hinteres Feld mit 20 bis 35 radialen Rippen. Die Rippen enden am Gehäuserand in kleinen Knötchen. Die radialen Rippen und Streifen kreuzen sich mit sehr feinen Anwachsstreifen. Die Schale ist grüngelb gefärbt mit rotbraunen Flecken angeordnet in einem Zickzackmuster. Das Periostracum ist hellgrün, nach Entfernen des Periostracums ist die Schale weiß mit feinem gelbbraunen Zickzackmuster. Die schwach irisierenden, glänzenden Innenseiten der Klappen sind gelblichweiß. Die Schließmuskeln hinterlassen nur undeutliche Eindrücke, ein vorderer langer und schmaler Eindruck und ein hinterer, größerer und kreisförmiger Eindruck. Das Ligament liegt außen. Der Schlossrand ist kurz, fast gerade; das Schloss hat keine Zähne. Die Mantellinie ist nicht eingebuchtet. Der Fuß ist lang und fingerförmig.

### Ähnliche Arten
Die Marmorierte Bohnenmuschel hat im Gegensatz zu der Grünen und der Schwarzen Bohnenmuschel (Musculus discors und Musculus niger) ein pelagisches Larvenstadium. Sie lebt meist epizoisch auf Seescheiden.

## Geographische Verbreitung und Lebensweise
Die Marmorierte Bohnenmuschel kommt im östlichen Nordatlantik von Nordnorwegen bis Südwestafrika (Angola) vor. Sie dringt auch in die Nordsee, die westliche Ostsee und das Mittelmeer vor. Sie kommt von etwa 10 Meter Wassertiefe bis in über 1000 Meter Wassertiefe vor.
Die Marmorierte Bohnenmuschel heftet sich mit Byssus an Algen, unter Steinen oder unter leeren Muschelklappen an, oder am Mantel von Seescheiden (Ascidien), meist in der Nähe der Siphonen der Seescheide. Die Muscheln bohren sich aber nicht in den Mantel der Seescheiden ein, sondern drücken Taschen oder Vertiefungen in den Mantel, in denen sich die Muschel aufhält. Die Tiere sind dort mit der Dorsalseite nach unten in den Vertiefungen und Taschen des Seescheidenmantels orientiert. Die Taschen sind mit Byssusfäden versponnen.

## Entwicklung
Die Geschlechter können im Winter (noch) nicht unterschieden. Erst gegen Ende Januar/Anfang Februar bilden sich aus Stammzellen die Gonaden aus. Die Freisetzung der Geschlechtsprodukte beginnt im Juli und endet Anfang September. Bis Dezember bilden sich die Gonaden zurück, gefolgt von einer Ruhephase. Das Ei misst etwa 60 µm im Durchmesser. Die Entwicklung verläuft über ein pelagisches Larvenstadium. Die Larven bleiben etwa vier bis sechs Wochen im Plankton. Der Prodissoconch I misst etwa 95 µm. Nach der Metamorphose setzen sich die Jungmuscheln am Mantel der Seescheiden fest und kriechen mit dem Vorderende voraus auf dem Mantel zu den Siphonen der Seescheide, wo sie sich mit einigen Fäden Byssus befestigen. Folgende Arten wurden beobachtet, an deren Mantel die Marmorierte Bohnenmuschel siedelte: Ascidia mentula, Ascidia sordida, Ascidia conchilega, Ascidiella aspera, Ascidiella scabra, Polycarpa pomaria, Dendrodoa parallelogramma, Dendrodoa grossularia, Styela coriacea, Styela plicata, Ciona intestinalis, Microcosmus sulcatus und Phallusia mamillata. Bis zu 176 Muschellarven wurden an einer 40 Millimeter großen Seescheide gefunden. Auf der großen Mehrzahl der Acidien siedeln aber nur vier oder weniger Muscheln. Gelegentlich werden auch Holothurien (Holothuria tubulosa) besiedelt. Die Muscheln werden meist zwei bis drei, sehr selten auch vier Jahre alt. Nach dem Tod des besiedelten Wirtes können die Muscheln zum Bodenleben übergehen oder sich einen neuen Wirt suchen.

## Taxonomie
Taxonomie und Nomenklatur dieser Art ist verwickelt. Nicht nur die Art wurde mehrfach unter verschiedenen Namen beschrieben, auch die Gattungszugehörigkeit war bzw. ist immer noch umstritten. Die älteste Beschreibung der Art stammt von François-Joseph Cantraine, der die Art als Modiolus subpictus erstmals beschrieben hat. Forbes beschrieb die Art drei Jahre später unter dem Namen Mytilus marmoratus; der Name ist allerdings durch Mytilus marmoratus Schroeter, 1803 schon vergeben. Ein weiteres jüngeres Synonym ist Modiola tumida Hanley, 1843. Die MolluscaBase führt die Art unter Musculus subpictus.

## Belege